# Tupaia glis
La tupaya común (Tupaia glis) es un pequeño mamífero de la familia de los Tupaidos. Su longitud media es de 16-21 cm y el peso medio de 190 g, con colores variados: una parte superior de color marrón verdoso, gris o negro, y el vientre blanco. Su larga y espesa cola es de un color marrón grisáceo y casi es tan larga como el cuerpo. Las patas no tienen pelo y tiene unas garras afiladas, y también hay un trozo de piel desnuda sobre su largo hocico. No hay mucha diferencias entre los dos sexos.
Viven en el sudeste de Asia. Se encuentra en las selvas tropicales de tierras bajas de Tailandia, Malasia, Singapur e Indonesia. La tupaya común es un animal diurno, que durante el día busca alimentos solo o en pareja, en el suelo o en los árboles, aunque es principalmente arbóreo. Se alimenta de insectos, frutos y hojas.